# Tour de Gila 2012
La 26ª edición del Tour de Gila, se disputó desde el 2 hasta el 6 de mayo de 2012.
El recorrido contó con algo más de 500 km a lo largo de 5 etapas, siendo dos de ellas (la 1ª y la 5ª) con final en alto y una contrarreloj.
Estuvo incluida por primera vez en el calendario del UCI America Tour dentro de la categoría 2.2, siendo la 17.ª carrera de dicha competición.

## Equipo participantes
Participaron 20 equipos, siendo 15 estadounidenses y 5 extranjeros. En total 3 fueron de categoría Profesional Continental, 9 Continental, 6 amateur y las selecciones nacionales de Colombia y México. Participando entre 5 y 8 ciclistas por equipo suman 141 en total.
| Equipos                           | Categoría               |
| --------------------------------- | ----------------------- |
| UnitedHealthcare Pro Cycling Team | Profesional Continental |
| Team Type 1-Sanofi                | Profesional Continental |
| Competitive Cyclist               | Continental             |
| Team Exergy                       | Continental             |
| Bontrager Livestrong Team         | Continental             |
| Bissell Cycling                   | Continental             |
| Optum-Kelly Benefit Strategies    | Continental             |
| Kenda 5 Hour Energy Cycling Team  | Continental             |
| BMC-Hincapie Sportswear           | Continental             |
| Jamis-Sutter Home                 | Continental             |
| Team Landis Cyclery               | Amateur                 |
| Hagens Berman Cycling Team        | Amateur                 |
| California Giant Cycling Team     | Amateur                 |
| Team Rio Grande                   | Amateur                 |
| Juwi Solar                        | Amateur                 |

| Equipos               | Categoría               |
| --------------------- | ----------------------- |
| Champion System       | Profesional Continental |
| Ekoi.com-Gaspesien    | Continental             |
| Jet Fuel Cycling Team | Amateur                 |
| Selección de México   |                         |
| Selección de Colombia |                         |

## Etapas
La carrera recorre parte de las Montañas Rocosas en el estado de Nuevo México. En la 1ª etapa se culminó con el ascenso al distrito histórico de Mogollón, puerto de primera categoría de 10,8 km y rampas del 19%. La segunda jornada tuvo 3 puertos de 3ª categoría y en la 3ª etapa se disputará la contrarreloj. La 4.ª etapa fue un critérium sobre 69,5 km a disputarse en Silver City, donde los ciclistas darán 40 vueltas a un circuito de algo más de 1700 metros. La 5ª y última etapa será la etapa reina, con 5 puertos de montaña; dos de 3ª, dos de 2ª y uno de 1ª categoría.
| Etapa | Fecha     | Recorrido                | Km         | Ganador           | Líder           |
| 1ª    | 2 de mayo | Silver City-Mogollón     | 151,3      | Rory Sutherland   | Rory Sutherland |
| 2ª    | 3 de mayo | Bayard-Bayard            | 127,3      | Eric Young        | Rory Sutherland |
| 3ª    | 4 de mayo | Tyrone-Tyrone            | 26,6 (CRI) | Evan Huffman      | Rory Sutherland |
| 4ª    | 5 de mayo | Critérium en Silver City | 69,5       | Alejandro Borrajo | Rory Sutherland |
| 5ª    | 6 de mayo | Silver City-Pinos Altos  | 166,6      | Lawson Craddock   | Rory Sutherland |

## Clasificaciones

### Clasificación general
| Posición | Ciclista           | Equipo                         | Tiempo           |
| -------- | ------------------ | ------------------------------ | ---------------- |
|          | Rory Sutherland    | UnitedHealthcare               | 13 h 28 min 12 s |
| 2        | Chad Beyer         | Competitive Cyclist            | a 15 s           |
| 3        | Joe Dombrowski     | Bontrager Livestrong Team      | a 22 s           |
| 4        | Francisco Mancebo  | Competitive Cyclist            | a 1 min 10 s     |
| 5        | Lawson Craddock    | Bontrager Livestrong Team      | a 1 min 39 s     |
| 6        | Sebastian Salas    | Optum-Kelly Benefit Strategies | a 1 min 56 s     |
| 7        | Chris Baldwin      | Bissell Cycling                | a 1 min 59 s     |
| 8        | Rubens Bertogliati | Team Type 1-Sanofi             | a 2 min 30 s     |
| 9        | Matt Cooke         | Team Exergy                    | a 2 min 59 s     |
| 10       | Nathaniel English  | Kenda-5 Hour Energy            | a 3 min 52 s     |

### Clasificación por puntos
| Posición | Ciclista          | Equipo              | Puntos |
| -------- | ----------------- | ------------------- | ------ |
|          | Eric Young        | Bissell Cycling     | 15     |
| 2        | Francisco Mancebo | Competitive Cyclist | 12     |
| 3        | Paul Mach         | Kenda-5 hour Energy | 12     |

### Clasificación montaña
| Posición | Ciclista        | Equipo                         | Puntos |
| -------- | --------------- | ------------------------------ | ------ |
|          | Rory Sutherland | UnitedHealthcare               | 15     |
| 2        | Joe Dombrowski  | Bontrager Livestrong Team      | 12     |
| 3        | Chris Parrish   | Optum-Kelly Benefit Strategies | 10     |

### Clasificación de los jóvenes
| Posición | Ciclista        | Equipo                    | Tiempo           |
| -------- | --------------- | ------------------------- | ---------------- |
|          | Joe Dombrowski  | Bontrager Livestrong Team | 13 h 28 min 34 s |
| 2        | Lawson Craddock | Bontrager Livestrong Team | a 1 min 17 s     |
| 3        | Evan Huffman    | California Giant Cycling  | a 4 min 32 s     |

### Clasificación por equipos
| Posición | Equipo                         | Tiempo           |
| -------- | ------------------------------ | ---------------- |
|          | Bontrager Livestrong Team      | 40 h 28 min 43 s |
| 2        | Competitive Cyclist            | a 1 min 03 s     |
| 3        | UnitedHealthcare               | a 7 min 00 s     |
| 4        | Optum-Kelly Benefit Strategies | a 10 min 24 s    |
| 5        | California Giant Cycling       | a 12 min 44 s    |

## UCI America Tour
La carrera al estar integrada al calendario internacional americano 2011-2012 otorgó puntos para dicho campeonato. El baremo de puntuación es el siguiente:
| Posición                    | 1º | 2º | 3º | 4º | 5º | 6º | 7º | 8º |
| Clasificación general final | 40 | 30 | 16 | 12 | 10 | 8  | 6  | 3  |
| Por etapa                   | 8  | 5  | 2  |    |    |    |    |    |
| Lider General por etapa     | 4  |    |    |    |    |    |    |    |

Los 10 ciclistas que obtuvieron más puntaje fueron los siguientes:
| Ciclista            | Equipo                         | Puntos por la clasificación final | Puntos de etapa | Puntos de líder | Total |
| ------------------- | ------------------------------ | --------------------------------- | --------------- | --------------- | ----- |
| Rory Sutherland     | UnitedHealthcare               | 40                                | 13              | 16              | 69    |
| Chad Beyer          | Competitive Cyclist            | 30                                | 6               | -               | 36    |
| Joe Dombrowski      | Bontrager Livestrong Team      | 16                                | 7               | -               | 23    |
| Lawson Craddock     | Bontrager Livestrong Team      | 10                                | 8               | -               | 18    |
| Francisco Mancebo   | Competitive Cyclist            | 12                                | 5               | -               | 17    |
| Sebastian Salas     | Optum-Kelly Benefit Strategies | 8                                 | -               | -               | 8     |
| Alejandro Borrajo   | Jamis-Sutter Home              | -                                 | 8               | -               | 8     |
| Evan Huffman**      | California Giant Cycling       | -                                 | 8               | -               | 8     |
| Eric Young          | Bissell Cycling                | -                                 | 8               | -               | 8     |
| Christopher Baldwin | Bissell Cycling                | 6                                 | -               | -               | 6     |

- ** Sus puntos no van a la clasificación por equipos del UCI América Tour. Sólo van a la clasificación individual y por países, ya que el equipo al que pertenece no es profesional.